# Sacarosa
La sacarosa (del vocablo "saccharum" utilizado para designar el azúcar en latín, que a su vez provenía del vocablo griego "σάκχαρον" que se pronunciaba "sácjaron" ) o sucrosa (del inglés sucrose) es el  azúcar de mesa. Químicamente es un disacárido formado por  glucosa y fructosa a partes iguales (cada molécula de sacarosa está compuesta de una molécula de fructosa y una de glucosa). 
Su nombre químico es α-D-Glucopiranosil - (1→2) - β-D-Fructofuranósido o también 2-O-(α-D-glucopiranosil)-β-D-Fructofuranosa , y su fórmula es C12H22O11.
Es un disacárido que no tiene poder reductor sobre el reactivo de Fehling y el reactivo de Tollens.
El cristal de sacarosa es transparente, el color blanco es causado por la múltiple difracción de la luz en un grupo de cristales.
El azúcar común o azúcar de mesa es el edulcorante más utilizado para endulzar los alimentos y suele ser sacarosa sin purificar. En la naturaleza se encuentra en un 20 % del peso en la caña de azúcar y en un 15 % del peso de la remolacha azucarera, de las que se obtiene el azúcar de mesa. La miel también es un fluido que contiene gran cantidad de sacarosa parcialmente hidrolizada.

## Estructura y función
La sacarosa es un disacárido de glucosa y fructosa. Se sintetiza en plantas, pero no en animales superiores. En una molécula de sacarosa hay un total de 45 átomos, ya que su fórmula es C12H22O11. No esta en equilibrio con la forma abierta (carbonilica) puesto que los carbonos anoméricos de sus dos unidades monosacáridos constituyentes se hallan unidos entre sí, covalentemente mediante un enlace O-glicosídico. Por esta razón, la sacarosa no es un azúcar reductor (negativo en el reactivo de Fehling),
Es ópticamente activa con una rotación específica (a 20 °C y 589 nm) de +66.47°.
Su nombre abreviado puede escribirse como Glc(a -1à 2)Fru o como Fru(b 2à 1)Glc. La sacarosa es un producto intermedio principal de la fotosíntesis, en variados vegetales constituye la forma principal de transporte de azúcar desde las hojas a otras partes de la planta. En las semillas germinadas de plantas, las grasas y proteínas almacenadas se convierten en sacarosa para su transporte a partir de la planta en desarrollo.
Una curiosidad de la sacarosa es que es triboluminiscente, lo cual significa que produce luz mediante una acción mecánica.

## Características del enlace glucosídico
El enlace que une los dos monosacáridos en la sacarosa es de tipo O-glucosídico. Además, dicho enlace es dicarbonílico ya que son los dos carbonos reductores de ambos monosacáridos los que forman el enlace alfa(1-2) de alfa-D-glucosa y beta-D-fructosa.
La enzima que cataliza la hidrólisis de este enlace es la sacarasa, también conocida como invertasa. La sacarosa hidrolizada es llamada también azúcar invertido porque la hidrólisis produce una mezcla 1:1 de glucosa y fructosa cuya rotación tiene el signo opuesto (-) al de la sacarosa. 
La sacarosa se utiliza en el organismo humano en la generación de energía.

## La sacarosa como nutriente
La sacarosa se usa en los alimentos por su poder endulzante. Su valor calórico se encuentra incluso por debajo de la regla "4 kilocalorías/gramo" de los hidratos de carbono en general; siendo en el caso de la sacarosa 1,619 kJ o 387 Kcal/100 gramos. Al llegar al estómago sufre una hidrólisis ácida y una parte se desdobla en sus componentes glucosa y fructosa. El resto de sacarosa pasa al intestino delgado, donde la enzima sacarasa la convierte en glucosa y fructosa.
Existen muchas controversias sobre el daño que ocasiona el consumo de sacarosa, y varias teorías al respecto. El mayor debate está centrado en la producción de caries, diabetes tipo 2 (en ningún caso la diabetes tipo 1 tiene que ver con el consumo de azúcar), obesidad, arteriosclerosis, y otras patologías.
Sin embargo, se han destacado sus propiedades específicas como nutriente para el organismo humano: se digiere con facilidad y no genera productos tóxicos durante su metabolismo.
La sacarosa tiene un índice glucémico de 65. O sea que posterior a su consumo incrementa de forma importante la cifra de glicemia en sangre, desencadenando una alta secreción de Insulina, que con el tiempo puede ser nociva para la salud.
Por su sabor agradable el ser humano tiende a un consumo exagerado, lo que raramente se da en la naturaleza. Sin embargo, en la sociedad industrializada, su disponibilidad es alta y su precio bajo, por lo que se sobrepasa con facilidad los límites razonables de su consumo. Debido a ello, la sacarosa es limitada en la dieta por razones de salud, ya que un consumo descontroladamente alto produce una carga glucémica elevada.

## Metabolismo de la sacarosa

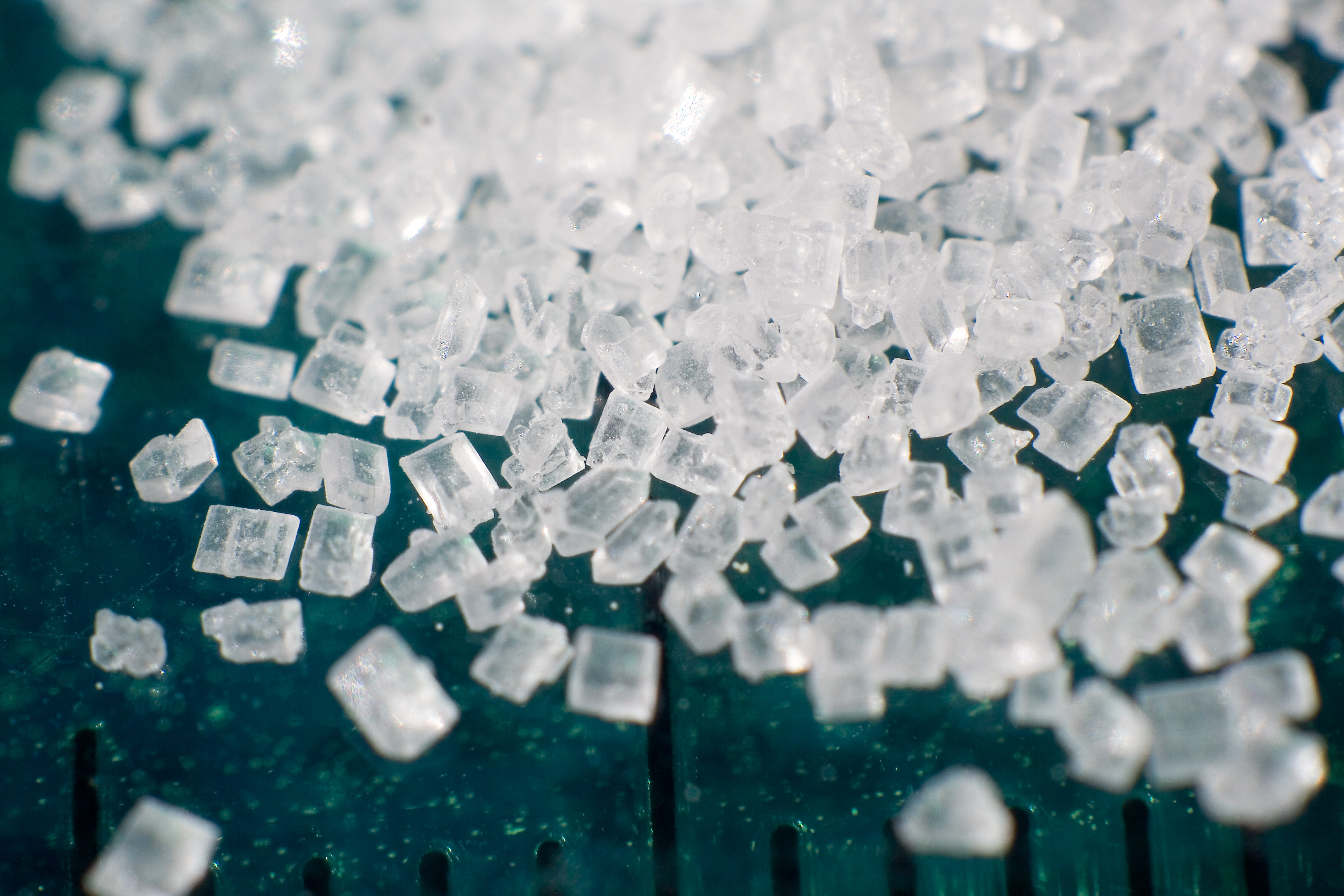
Sacarosa granulada.

En los humanos y otros mamíferos, la sacarosa se desdobla en sus dos azúcares monosacáridos constitutivos, glucosa y fructosa, por la acción de las enzimas sacarasa o la isomaltasa (glucosidasas), las cuales están ubicadas en la membrana celular de los microvilli del duodeno. Como resultado, las moléculas de glucosa y fructosa son absorbidas hacia el torrente sanguíneo.
El consumo de sacarosa en grandes cantidades está relacionado con enfermedades, como la caries dental, debido a que las bacterias de la boca convierten los azúcares en ácidos que atacan el esmalte dental.
La sacarosa, como carbohidrato puro, contiene 3.94 kilocalorías por gramo, o 17 kilojulios por gramo. Cuando se consumen grandes cantidades de alimentos con sacarosa, nutrientes benéficos pueden desplazarse de la dieta, lo cual contribuye a problemas de salud. Se ha sugerido que la sacarosa contenida en las bebidas (como las gaseosas) está relacionada con la obesidad y podría estarlo en la resistencia a la insulina.
La sacarosa puede contribuir a desarrollar el síndrome metabólico. En un experimento con ratas que fueron alimentadas con una dieta en la que un tercio de su alimento era sacarosa mostraron primero elevados niveles de triglicéridos, lo que generó grasa visceral, seguido de resistencia a la insulina. Otro estudio en ratas encontró que una dieta rica en sacarosa desarrolló hipertrigliceridemia, hiperglucemia y resistencia a la insulina.

## Precauciones
Su consumo excesivo puede causar obesidad, diabetes tipo 2, caries, o incluso la caída de los dientes. Hay personas que sufren intolerancia a la sacarosa, debido a la falta de la enzima sacarasa, y que no pueden tomar sacarosa, ya que les provoca problemas intestinales.

## Uso comercial
La sacarosa es el edulcorante más utilizado en el mundo industrializado, aunque ha sido en parte reemplazada en la preparación industrial de alimentos por otros endulzantes tales como jarabes de glucosa, o por combinaciones de ingredientes funcionales y endulzantes de alta intensidad.
Generalmente se extrae de la caña de azúcar o de la remolacha azucarera  y entonces es purificada y cristalizada. Otras fuentes comerciales (menores) son el sorgo dulce y el jarabe de arce.
La extensa utilización de la sacarosa se debe a su poder endulzante y sus propiedades funcionales como consistencia. Por tal motivo es importante para la estructura de algunos alimentos incluyendo panecillos y galletas, helados frutales y sorbetes, además es auxiliar en la conservación de alimentos, siendo un aditivo comúnmente utilizado en la preparación de la denominada comida basura.